# Ella Fontanals-Cisneros
Ella Fontanals-Cisneros (Cuba, 1944) es una filántropa y empresaria cubana. Especialista en arte y diseño contemporáneo, es famosa coleccionista de arte latinoamericano y fundadora y presidenta de la Fundación de Arte Cisneros Fontanals.

## Biografía
Ella Fontanals nació en Cuba en 1944. Tras la Revolución cubana, en 1959, emigró a Venezuela con su familia. A los pocos meses, murió su padre y ella se puso a dar clases de inglés y natación. Más tarde, conoció al empresario Oswaldo Cisneros, presidente de compañías como Pepsi-Cola y Digitel en Venezuela, con el que se casó en 1968. De este matrimonio nacieron tres hijas: Marisa, Mariela y Claudia.
Como empresaria, regentó librerías o galerías de arte, exportó materias primas y se dedicó a comprar y vender inmuebles en Manhattan y Nueva York.

## Trayectoria
Ella Fontanals-Cisneros comenzó su colección de arte en la década de 1970, una colección que incluye obras abstractas de creadores de América Latina como Gego, Jesús Rafael Soto, Alejandro Otero, Lygia Clark y Mira Schendel, entre otros. La colección se completa con obras fotográficas de Barbara Kruger, Vik Muniz, Thomas Struth y Andreas Gursky; así como instalaciones de Julian Rosefeldt, Olafur Eliasson, Rafael Lozano-Hemmer y Ai Weiwei.

### Fundación de Arte Cisneros Fontanals
Ella Fontanals creó en 2002 la Fundación que lleva el nombre de la familia, una fundación sin ánimo de lucro. Además de administrar la colección, la fundación promueve arte contemporáneo de América Latina a través de un programa de subvenciones anuales para artistas latinoamericanos. Además, la fundación organiza una exposición anual en el CIFO Art Space de Miami.
En 2003, Fontanals-Cisneros fundó el centro Miami Art Central (MAC), que durante 3 años dinamizó el arte contemporáneo en el estado de Florida. En diciembre de 2006, el MAC se fusionó con el Museo de Arte de Miami (MAM) para unir fuerzas en la programación de arte contemporáneo del museo. 
Fontanals-Cisneros pertenece a los patronatos American Patrons of the Tate (Patronato Estadounidense del Tate), la Fundación Cintas, United States Artist (Artista de Estados Unidos), y el International Women's Forum (Foro Internacional de Mujeres).
En febrero de 2018, firmó un convenio con el Estado español para la creación del Centro de Arte Contemporáneo de las Américas, nuevo espacio museístico ubicado en la Tabacalera, un centro cultural autogestionado que funciona en una antigua fábrica de Madrid. El centro de arte tendrá 5.000 metros cuadrados y trabajará en estrecha relación con el Museo Reina Sofía.

## Distinciones
En 2003, fue galardonada con el Premio Spectrum de Filantropía de la Cruz Roja de Estados Unidos. En 2007, recibió el Premio Visionary del Museo de Arte y Diseño (The Museum of Arts & Design). En 2008 fue galardonada con el premio Women Together (Mujeres Unidas) de las Naciones Unidas.